# Conquête de l'Altishahr par les Dzoungars
La conquête de l'Altishahr par les Dzoungars est la campagne militaire de 1678 à 1680 qui a permis au Khanat dzoungar, qui contrôle alors la Dzoungarie, de vaincre et annexer le Khanat de Yarkand, dernier vestige de l'ancien Khanat de Djaghataï, et ainsi annexer le bassin du Tarim. Cette conquête provoque la disparation définitive du khanat de Djaghataï.

## Situation avant la conquête
Avant le début de la campagne militaire des Dzoungars, deux États cohabitent dans la région correspondant à l'actuelle région autonome ouïghoure du Xinjiang. Au sud, dans le bassin du Tarim, on trouve le Khanat de Yarkand, lointain descendant du Khanat de Djaghataï, où vivent des Ouïghours, un peuple turc musulman sédentaire. Au nord, en Dzoungarie, on trouve le Khanat dzoungar, où vivent des tribus mongoles oïrats pratiquant le bouddhisme tibétain.
Au début du XVIIe siècle, les Djaghataïdes, le clan qui dirigeait le Khanat de Djaghataï, sont chassés du pouvoir par les Khojas, c'est-à-dire des descendants d'Ahmad Kasani, un maître soufi de l'ordre Naqshbandiyya. Cet événement marque la fondation du Khanat de Yarkand. Très vite, la politique intérieure du nouvel État est marquée par une lutte de pouvoir entre deux factions des Khojas : la faction Afaqi (Montagne Blanche) et la faction Ishaqi (Montagne Noire). Cette lutte s’achève par la victoire des Ishaqi, mais les Afaqi réagissent en contactant le 5e Dalaï Lama, le dirigeant des bouddhistes tibétains, en 1677, pour qu'il intervienne en leur faveur. Ce dernier contacte à son tour Galdan Boshugtu Khan, le dirigeant du Khanat dzoungar, pour lui demander de rétablir les Afaqi en tant que dirigeants de Yarkand. Galdan saisit immédiatement le prétexte qui lui est offert pour attaquer les Ouïghours et lance une campagne militaire contre le Khanat de Yarkand.

## La conquête de l'Altishahr

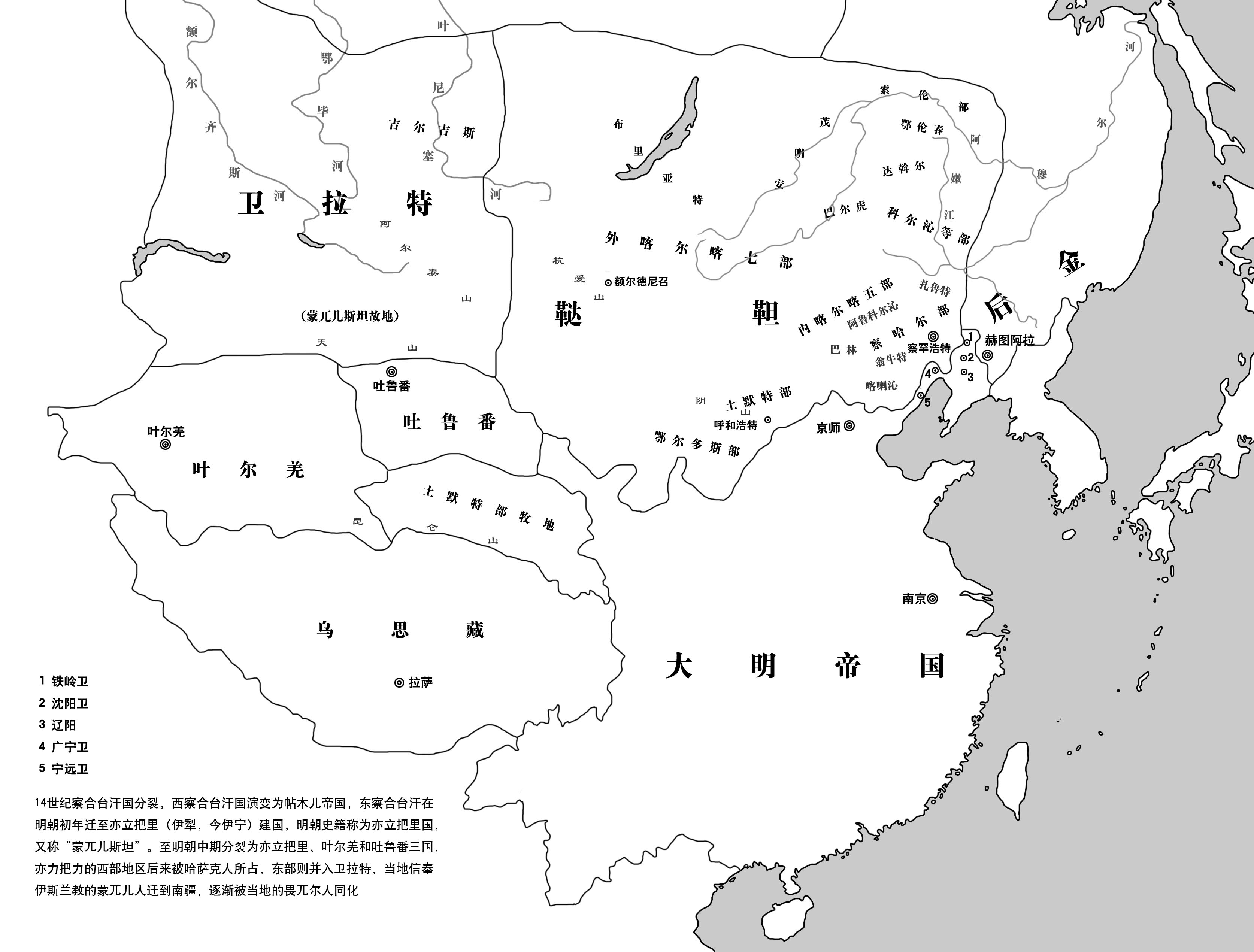
Carte de 1616 montrant les terres des Oirats en Dzoungarie et le Khanat de Yarkand dans le bassin du Tarim

« Nous arrivons maintenant à l'ascension des Zungars ou Kalmouks, une race mongole qui habitait alors dans Hi et les districts environnants. Sous Khan Haldan Bokosha, l'une des figures marquantes de cette période, leur pouvoir s'étendait au nord jusqu'en Sibérie et au sud jusqu'à Kucha Karashahr et Kunya-Turfan, mais Haldan s’est rebellé contre les Chinois et a été battu de façon décisive.
Son neveu et successeur, Tse Wang Rabdan, a gouverné de Hami à l'est à Khokand à l'ouest et était, jusqu'à son assassinat en 1727, le plus puissant des dirigeants Zungariens. Les Mongols Torgut par peur de lui ont fui sur les rives de la Volga. Sir Henry Howorth donne un compte rendu intéressant des relations entre Tse Wang et les Russes, d'où il ressort que Pierre le Grand, attiré par les rumeurs d'or au Turkestan oriental, a expédié un corps de 3 000 hommes dans l'Irtish avec Yarkand comme objectif; mais les Zungars ont assailli la colonne et l'ont forcée à se retirer.

Pour revenir à la famille Khoja, son membre le plus célèbre était Hidayat Ulla, connu sous le nom de Hazrat Apak ou Son Altesse la Présence, à la tête de l'Ak Taulins, qui était considéré comme un prophète qui n'appartenait qu'à Mohamed. Expulsé de Kashgar, il s'est réfugié à Lhassa, où le Dalaï Lama s'est lié d'amitié avec lui et lui a conseillé de rechercher l'aide des Zungars. En 1678, ces derniers s'emparèrent de Kashgar, qui resta en leur pouvoir pendant de nombreuses années, et Hazrat Apak, qui rendit hommage au député du Khan, payant un tribut équivalent à 62 000 £ par an. Dans sa vieillesse, le saint s'est retiré du monde pour finir ses jours parmi ses disciples ». (Sir Percy Sykes et Ella Sykes À travers les déserts et les oasis de l'Asie centrale, Londres. Macmillan et Co. Limited, 1920., p. 270-271).
 
-

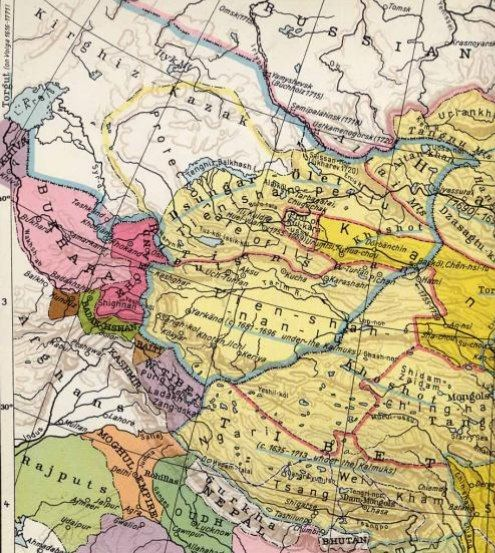
Le khanat dzoungar (c.1760) (Zone délimitée par des frontières bleues)

Galdan lance son invasion du bassin du Tarim en 1680. Dès le début de la campagne, les Dzoungars reçoivent la soumission d'Hami et Tourfan, qui envoient des soldats rejoindre les 120 000 soldats de l'armée d'invasion dzoungar. Les Dzoungars et leurs alliés de la faction Afaqi réussissent ensuite à conquérir facilement le Tarim, en vainquant et en tuant le prince Bābak Sultān, le fils d'Ismā'il Khan, chef du clan des Djaghataïdes. Kashgar et Yarkand tombent aux mains des Dzoungars, qui tuent le général Yiwazibo Beg lors des combats. Après leur victoire, les Dzoungars capturent la famille royale d'Isma'il Khan, qui est déportée à Ili et envoient une partie de leur butin au Tibet, comme offrande.
Abdu r-Rashīd Khan, un autre Djaghataïde, est choisi comme souverain fantoche par Galdan,,,,. Mais très vite Āfāqi Khoja, le chef de la faction Afaqi, entre en conflit avec le nouveau Khan. Les querelles entre les deux hommes se concluent par le second exil d'Āfāq et à Abdu r-Rashīd à Ili, à la suite d'une explosion de violence qui survient à Yarkand en 1682. Abdu r-Rashīd Khan est remplacé par son frère Mohammed Amin. Pendant son règne, Mohammed envoie à deux reprises un tribut à la cour impériale chinoise de la dynastie Qing et, en 1690, il envoie également une ambassade à la cour des Moghols. À chaque fois, le Khan tente, en vain, de demander à ces pays étrangers de l’aider à chasser les Dzoungars pour recouvrer son indépendance.
Mohammed règne durant 12 ans, jusqu'à ce que les partisans d'Āfāqi se rebellent et l'assassinent en 1694. Ils installent alors au pouvoir Yahyā Khoja, le fils d'Āfāqi Khoja. Mais le règne de ce dernier ne dure que deux ans, avant que des révoltes éclatent à nouveau et s’achèvent par l'assassinat du fils et du père. C'est Mohammed Mu'min, un autre frère cadet d'Abdu r-Rashīd, qui devient le nouveau Khan en 1696 ; mais à la demande des habitants de Kashgar, les Kirghizes organisent une révolte et s'emparent de Mohammed lors d'un assaut sur Yarkand. Les habitants de Yarkand demandent alors de l'aide aux Dzoungars, qui interviennent et chassent les Kirghizes de la région. Lassés de l'instabilité politique de la région, les Dzoungars mettent définitivement fin au règne des Djaghataïdes en installant Mirzā 'Ālim Shāh Beg à la tête de Yarkand.

## L'Alitishar sous les Dzoungars

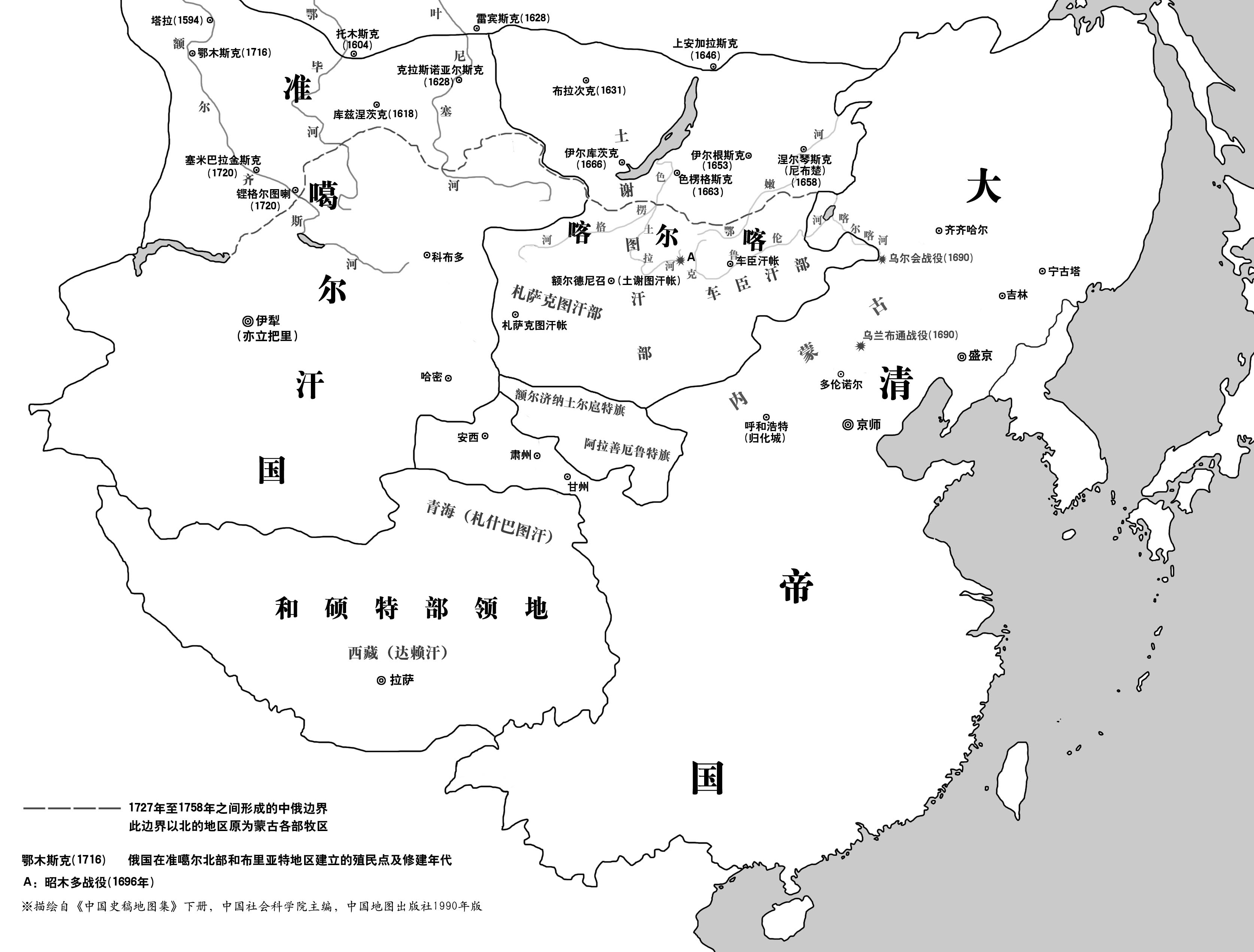
Carte de 1689 montrant les nouvelles frontières du Khanat dzoungar après sa conquête du Khanat de Yarkand

À partir de 1680, les Dzoungars règnent donc sur le bassin du Tarim en tant que suzerains des Khans, utilisant les Djaghataides comme dirigeants fantoches, avant de passer à une forme de contrôle plus direct. Pour asseoir leur pouvoir sur le Tarim, les Dzoungars utilisent un système d'otages, en envoyant à Ili, leur capitale, soit les fils de dirigeants, soit les dirigeants eux-mêmes. S'ils ne se sont pas attaqués à la culture et la religion des Ouïghours, les Dzoungars les ont exploités de manière intense sur le plan économique.
Ils imposent de multiples impôts aux Ouïghours, dont les montants sont déterminés à l'avance, sans tenir compte de la capacité de paiement des populations locales. Dans ce système fiscal très touffu, on trouve, entre autres, la taxe de conservation de l'eau, la taxe sur les animaux, la taxe sur les fruits, la capitation, la taxe foncière, la taxe sur les arbres et les pâturages, la taxe sur l'or et l'argent et la taxe sur les échanges commerciaux. Tous les ans, pendant le règne de Galdan Tseren, les Dzoungars prélèvent 67 000 tangas d'argent dans la région de Kachgar via diverses taxes. Le montant des taxes varie également en fonction des origines des payeurs. par exemple, une taxe de 5% est imposée aux commerçants étrangers et une taxe de 10%, aux marchands locaux. À Yarkand, c'est 100 000 tangas d'argent qui sont prélevés chaque année via divers impôts. Selon le topographe russe Yakoff Filisoff, les habitants des régions de Keriya, Kashgar, Khotan, Kucha, Yarkand et Aksu payent en tout 700 taels d'or d'impôts annuels via des taxes sur le coton, le cuivre et le tissu. Les taxes sur les récoltes de blé des populations locales sont également très élevées, même si leur taux exact est sujet à débat : Selon le Qi-yi-shi de Chun Yuan, il dépasserait les 50 % des récoltes de blé, là où le Xiyu tuzhi l'estime à 30 à 40 % des récoltes. Le non-paiement de ces taxes se traduisait par une intervention physique des Dzoungars, qui venaient récupérer l'argent directement chez les mauvais payeurs.
En plus d’être élevés, ces impôts sont parfois mal compris ou mal interprétés par les populations locales. Ainsi lorsque les Dzoungars ont fait payer aux populations musulmanes d’Altishahr la capitation, telle qu'elle est pratiquée traditionnellement chez les peuples nomades, les musulmans l'ont assimilée au paiement de la Djizîa, une taxe prélevée traditionnellement sur les non-musulmans par les conquérants musulmans ; ce qu'ils ont vu comme étant une humiliation supplémentaire.
Les Ouïghours connus sous le nom de tariyachin sont réduits en esclavage et déplacés du sud du Xinjiang (Altishahr) vers le nord du Xinjiang (Dzoungarie), afin de travailler dans des fermes à Ili au service des propriétaires terriens Dzoungars,,. En plus du travail dans les champs, des travaux de toutes sortes et des impôts élevés sont imposés aux Ouïghours transférés à Ili.
Les marchands ouïgours (Boderge) jouent un rôle crucial dans le commerce en tant qu'intermédiaires entre les étrangers et la noblesse Dzoungar, mais malgré cela, ils ont un rang inférieur au sein de la société dzoungare. De manière générale, les Dzongars voient les Ouïghours dans leur ensemble comme des étant des « inférieurs » par rapport à eux.
Au sujet des rapports entre les Dzoungars et les Ouïghours, l'empereur Qianlong de la dynastie Qing a déclaré :
« À l’apogée des Dzoungars, ils [les Ouïgours] étaient forcés de travailler comme des esclaves, forcés d’abandonner leurs anciennes habitations pour venir à Ili et obligés de redistribuer l’eau pour y planter du paddy. Ils servaient et payaient taxes sans oser se défendre. Depuis des années, ils nourrissent la haine ! »
Toutefois, il faut relativiser ce portrait des Dzoungars, car ce sont surtout les élites dirigeantes, telles que les nobles, les lamas et les fonctionnaires, qui profitent des fruits de la domination de leur Khanat sur le bassin du Tarim. L'immense majorité de la population bénéfice peu ou pas du tout des retombées de ces prélèvements fiscaux et humains.

## Chute des Dzoungars et rattachement à l'empire Qing

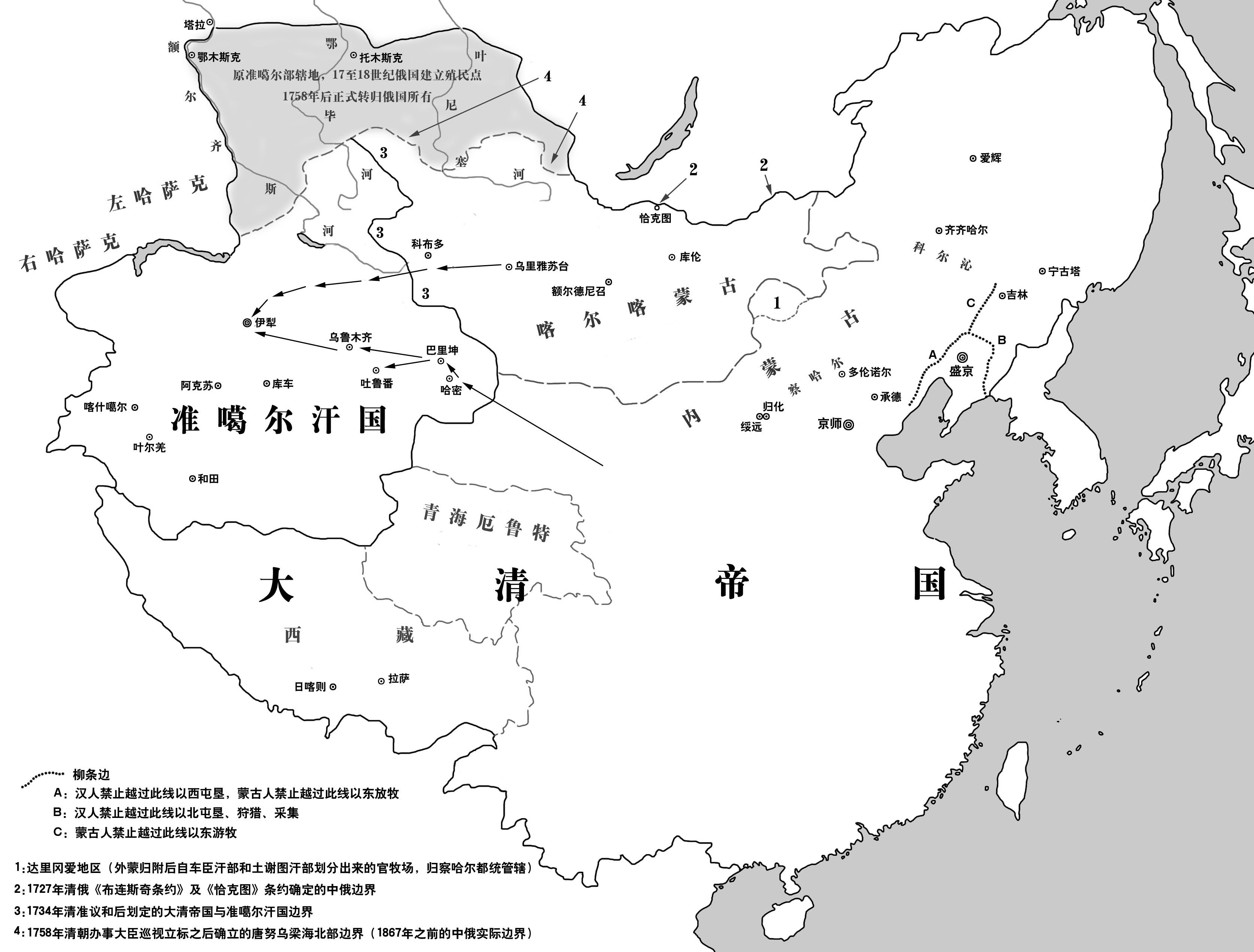
Carte de 1757 illustrant les campagnes contre les Dzoungars et la pacification du Xinjiang (1755-1759)

Cette politique de mise en coupe réglée du bassin du Tarim nourrit un rejet des Dzoungars au sein de la population ouïghoure. Cela se traduit de temps à autre par des actes de rejet de l'autorité dzougare, tels que la dissimulation des marchandises collectées en tant qu'impôts ou des moments de résistance violente aux percepteurs d'impôts Oirats. Mais il s'agit surtout d'incidents peu fréquents et il n'existe pas de véritable mouvement anti-Dzoungars structuré. Les choses changent petit à petit, car à partir de 1687, les Dzougars se retrouvent régulièrement en conflit ouvert avec la puissante dynastie Qing, qui règne sur la Chine. Dès 1696, ʿAbdu l-Lāh Tarkhān Beg et ses Ouïghours d'Hami font défection au profit des Qing, après que ces derniers aient infligé une cuisante défaite aux Dzoungars lors de la bataille de Jao Modo, en septembre de la même année.
La première guerre Dzoungar-Qing, qui dure de 1687 à 1697, s’achève par l'expulsion définitive des Oïrats/Dzoungars de Mongolie. Cette défaite met fin au rêve de Galdan Boshugtu Khan, qui désirait créer en Asie centrale un puissant Khanat regroupant tous les peuples mongols. Il meurt de maladie en 1697, en exil dans les monts de l'Altaï, avec seulement quelques fidèles à ses côtés. La seconde guerre Dzoungar-Qing, bien plus courte, éclate en 1720 et voit les Dzoungars perdre la tutelle qu'ils tentaient d'établir sur le Tibet au profit de la Dynastie Qing.
Cette multiplication de défaites face aux Qing provoque la fuite vers la Chine de dissidents Ouïghours et même Dzoungars toujours plus nombreux.
C'est ainsi qu'en 1720, alors que les Dzoungars combattent les QIng au Tibet, le dirigeant ouïghour Emin Khoja (Amīn Khoja), de Tourfan se révolte et finit par faire défection et se soumettre aux Qing. Les Ouïghours de Kashgar, commandés par Yūsuf et son frère aîné, Jahān Khoja de Yarkand, se révoltent également contre les Dzoungars en 1754, mais Jahān est fait prisonnier après avoir été trahi par les Uch-Turfan Uhur Xiboke Khoja et Aksu Uighur Ayyūb Kah. En représailles, une armée de 7 000 Ouïghours de Khotan, commandée par Sādiq, le fils de Jahān Khoja, attaque Kashgar et Yarkand.
En 1752, Dawachi (ou Dawadji) et le prince Khoid-Oirat Amoursana se disputent le titre de Khan des Dzoungars. Amoursana subit plusieurs défaites face aux troupes de Dawachi et doit fuir avec sa petite armée pour aller se mettre sous la protection de la cour impériale Qing. Ces derniers attaquent le Khanat Dzoungar en 1755, et reçoivent l'aide de Ouïghours, dont Emin Khoja, 'Abdu l-Mu'min et Yūsuf Beg, lors des combats. La campagne s’achève avec la prise de la ville d'Ili (Gulja), qui a lieu alors que les révoltes des Ouïghours contre les Dzoungars se multiplient.
Après la victoire des Qing, Amoursana devient le Khan des Khoids et l'un des quatre khans égaux ; ce qui ne convient pas à ce dernier car il voulait être le Khan de tous les Dzoungars. Il rallie alors à lui la majorité des Oirats restants pour se rebeller contre l'autorité Qing. Ces derniers lancent une nouvelle expédition militaire en 1758 pour mater la révolte, avec l'aide des Ouïghours et d'Amin Khoja et ses fils. Cette campagne s’achève par une ultime victoire de la dynastie chinoise et l'intégration à l'empire Qing de toutes les terres du Khanat dzoungar, dont l'Altishahr.